# Frostfutter

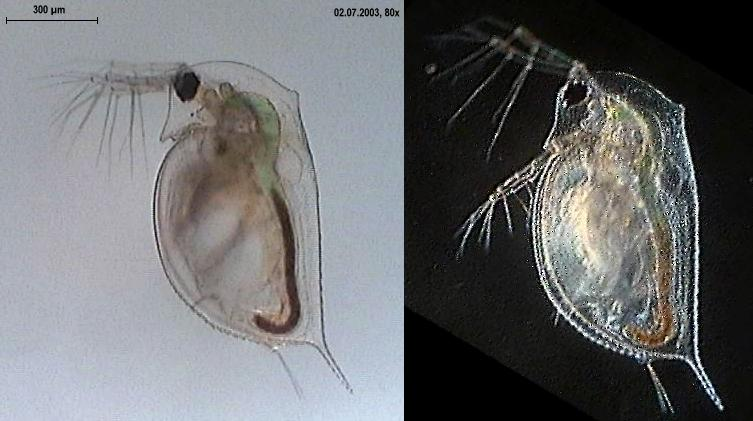
Daphnia spec. - Daphnien werden besonders häufig als Frostfutter angeboten

Als Frostfutter wird tiefgefrorene Tiernahrung bezeichnet, wobei sich der Begriff Frostfutter hauptsächlich in der Aquaristik wiederfindet.
In der Aquaristik werden fast alle Futtertiere tiefgefroren und in entsprechenden Portionen im Handel angeboten.
Frostfutter ist zwar immer die zweite Wahl nach dem Lebendfutter, doch sprechen eine hohe Haltbarkeit und eine nicht saisongebundene Verfügbarkeit für das Frostfutter. Es spielt daher als Zierfischfutter eine wichtige Rolle. 
Der Verbraucher sollte jedoch, genau wie bei Lebensmitteln, darauf achten, dass die Kühlkette nicht unterbrochen wird. Frostfutter wird in verschiedenen Verpackungsarten angeboten:
- Schokoform: ähnlich einer Schokoladentafel kann man die Portionen einfach abbrechen. Diese Form ist bei preiswerten Sorten am meisten vertreten.
- Blisterform: wie bei einer einzelnen Tablette kann man die benötigte Portion Futter sehr sauber aus der Verpackung drücken.
- Flat-Pack: die einfachste Art: das Futter wird einfach liegend in einem Kunststoffbeutel eingefroren

Häufig angebotene Frostfutter sind zum Beispiel:
- Wasserflöhe (Daphnien)
- Hüpferlinge (Cyclops)
- Rote, Weiße und Schwarze Mückenlarven
- Kleinkrebse (Krill, Mysis)
- Krebseier
- Miesmuschelfleisch
- Tintenfischfleisch
- Stinte
- Artemia (Salinenkrebs, Artemia salina)